# House of Lords (Album)
House of Lords ist das Debütalbum der US-amerikanischen Melodic-Rock-Band House of Lords.

## Entstehung
Die Gruppe House of Lords war aus der Band Giuffria hervorgegangen, als diese nach zwei veröffentlichten Alben 1988 einen Schallplattenvertrag mit Simmons Records abschloss. Firmeninhaber Gene Simmons schlug House of Lords als Bandnamen vor, gleichzeitig ersetzte er den ursprünglichen Sänger der Band, David Glen Eisley, durch James Christian. Simmons mochte zwar die Demos, die Gregg Giuffria ihm für das dritte Album seiner Band geschickt hatte, aber ihm gefiel die Stimme des Sängers nicht. Der Bassist Chuck Wright schlug dann James Christian vor, mit dem er in der Gruppe L.A. Rocks gespielt hatte.
Das selbstbetitelte Debütalbum wurde von Andy Johns (u. a. Cinderella) und Gregg Giuffria produziert, Simmons war Executive Producer. Für den Hintergrundgesang wurde unter anderem der Ex-Yngwie-Malmsteen-Sänger Jeff Scott Soto verpflichtet.
Der Sound war im Vergleich zu Giuffrias ersten zwei Alben härter geworden, die Keyboards traten mehr in den Hintergrund. Die Kritiker lobten das Album, und es erreichte Platz 78 der Billboard 200. Als Single (Musik)|Single wurde I Wanna be Loved veröffentlicht, der Platz 58 der Billboard Hot 100 erreichte. Später wurde der von Stan Bush geschriebene Titel Love Don’t lie als Single herausgebracht, hatte aber keinen nennenswerten Erfolg.

## Titelliste
1. 6:21 – Pleasure Palace Giuffria, Isley
2. 3:22 – I Wanna Be Loved Johnstad, Meyer
3. 5:19 – Edge of Your Life Alstadt, Cordola, Wright
4. 4:03 – Lookin' for Strange Christian, Cordola, Giuffria, Wright
5. 4:19 – Love Don't Lie Bush
6. 3:30 – Slip of the Tongue Giuffria, Isley, Nielsen
7. 4:17 – Hearts of the World Cordola, Giuffria, Wright
8. 4:36 – Under Blue Skies Giuffria, Isley, Warman
9. 4:04 – Call My Name Christian, Cordola, Giuffria, Wright
10. 4:38 – Jealous Heart Giuffria, Isley, Roberts

## Rezeption
Metal Hammer schrieb 1988, dies sei eine Platte, die „zu den besseren Neuerscheinungen“ zähle. Man könne Gene Simmons „ein Lob aussprechen für die erste Veröffentlichung auf seinem eigenen Label.“ Der Leser solle sich „eine Mischung aus den klaren Melodien von Journey, der Power von Def Leppard, der Arroganz von Loverboy und dem Gefühl von Whitesnake sowie einer undefinierbaren eigenen Qualität“ vorstellen, dann habe er eine „ungefähre Ahnung, was House Of Lords“ ausmache. Zwei „herausragende Songs dieser Langrille“ seien „ohne Zweifel“ Slip of the Tongue und Love Don’t Lie. Der „einzige Minuspunkt“ sei „die etwas rauh geratene Produktion, die auch die hervorragende Stimme des James Christian nicht völlig abdecken“ könne. Diese Schallplatte lasse „auf weitere gute Scheiben aus dem Hause Simmons hoffen.“
Der Musikexpress stellte fest, Glam-Rock-Veteran Gene Simmons präsentiere „einen Heavy Rock-Fünfer der Extraklasse.“ Dabei seien „der ebenso umtriebige wie erfolglose Gregg Guiffria, Lanny Cordola, Ken Mary und Chuck Wright durchweg gestandene Experten, die zuvor schon in diversen Combos ihre Handschrift hinterlassen“ hätten. Doch in dieser Besetzung eröffneten sich ihnen „erstmals ganz neue Perspektiven:“ Echte Songs seien Trumpf, nicht „der in diesem Genre sonst so übliche Kompromiss zwischen zielloser Härte und kommerziellen Ambitionen.“ Die House Of Lords seien „kommerziell und hart zugleich, dabei stets auf eingängige Melodien mit runden Hooks bedacht. Vor allem Sänger James Christian mit seiner Graham Bonnet-verdächtigen Stimme und Gitarrero Lanny Cordola“ würden immer wieder „Lücken in die dicht gestaffelte Abwehr aus pumpender Rhythm-Section und schweren Keyboards“ reißen. House Of Lords würden halten, was „Bands wie Ratt, Poison und neuerdings auch Europe seit langem versprechen.“